# Udea maurinalis
Udea maurinalis là một loài bướm đêm trong họ Crambidae.